# Rave
A rave  elektronikus zenei esemény, ami nem megszokott helyen zajlik, hanem  raktárhelyiségben, hajón, erdőben, barlangban stb. 
Sokan abba a hibába esnek, hogy a rave-et mint elektronikus zenei műfajt említik.

## Rave zene
- Breakbeat Hardcore: Acen, Brainstorm Crew, The Prodigy
- Goa: Hallucinogen, Astral Projection, Astrix
- Hardcore techno: Paul Elstak, Evil Activities, Angerfist
- Hard Trance: Cosmic Gate, DJ Scot Project, Walt
- Hardstyle: Headhunterz, Noisecontrollers, Zatox
- Freeform: DJ Sharkey
- Happy Hardcore: DJ Vibes, Dune, Scooter, Blümchen, Kozmix
- Rave Breaks: Slipmatt, Billy Bunter, Ratpack, Damage Inc, DJ Deluxe, Andy F

## A rave és a droghasználat
A legtöbb elektronikus és nem elektronikus könnyűzenei eseménynek és ennek a kultúrának is, mindig is megvolt a kapcsolata a drogokkal, a közönségében találhatók droghasználók, ugyanakkor az elektronikus zenei eseményeket látogatók nagy többsége nem fogyaszt kábítószereket.

## Forrás
- Reynolds, Simon: Generation Ecstasy: into the world of techno and rave culture Routledge, New York 1999.